# Idantirs (segle VII aC)
Idantirs (en llatí: Idanthyrsus, en grec antic: Ἰδάνθυρσος) va ser un rei dels escites.
Estrabó parla d'aquest rei i diu que al front dels escites va assolar l'Àsia Menor i va arribar fins a Egipte, que potser correspon a l'expedició esmentada per Heròdot que diu que un rei escita de nom Màdias (Madyas) va governar Àsia Menor per 28 anys fins que el rei Ciaxares de Mèdia el va expulsar cap a l'any 607 aC. Estrabó esmenta un rei Màdias com a sobirà dels cimmeris. L'historiador Justí també parla d'una expedició escita fins a la frontera d'Egipte, però de manera poc clara.